# Yonatan, Golan Heights
Yonatan (tiếng Hebrew: יוֹנָתָן) là một khu định cư của Israel và moshav nằm ở Trung tâm Golan. Ban đầu là moshav shitufi, nó đã trải qua quá trình tư nhân hóa để trở thành một khu định cư cộng đồng. Thỏa thuận này được liên kết với phong trào Hapoel HaMizrachi, và thuộc thẩm quyền của Hội đồng khu vực Golan. Năm 2017 nó có dân số 668. [1]
Cộng đồng quốc tế coi các khu định cư của người Israel ở Cao nguyên Golan là bất hợp pháp theo luật pháp quốc tế, nhưng chính phủ Israel tranh chấp điều này.

## Từ nguyên
Khu định cư được đặt theo tên của Yonatan Rosenman, người đã thiệt mạng khi vận hành xe tăng trong Chiến tranh Yom Kippur.

## Lịch sử
Khu định cư được thành lập, cùng với bốn khu định cư khác, trong nhiệm kỳ đầu tiên của Yitzhak Rabin làm Thủ tướng. Hạt nhân sáng lập ban đầu bao gồm những người từ Nahal gar'in của Yonatan Rosenman. Ngay sau Chiến tranh Yom Kippur, những người sáng lập bao gồm anh trai của Yonatan, Didi, đã quyết định đặt tên cho một khu định cư theo anh ta và bắt đầu một cộng đồng nông nghiệp ở Cao nguyên Golan. Năm 1975, khu định cư được bắt đầu tạm thời trong khu vực định cư kibbutz Merom Golan, và khoảng một năm sau, nó chuyển đến Tel Farj. Chỉ trong năm 1978, nó đã di chuyển đến vị trí ngày nay.

### Sự cố bom mìn
Vào tháng 5 năm 2013, một quả mìn đã phát nổ trong cuộc tập trận rà phá bom mìn gần Moshav Yonatan. Vụ nổ đã giết chết một binh sĩ IDF mới được tuyển dụng trong Quân đoàn Kỹ thuật.

## Địa lý
Vị trí ngày nay là 570 mét (1.870 ft) trên mực nước biển, gần Yêu cầu Gilgal và một số suối và nhánh sông. Đó là khoảng 7 kilômét (4,3 mi) về phía tây biên giới Israel-Syria và cách Keshet vài km về phía tây nam, cũng là một moshav shitufi của phong trào Hapoel HaMizrachi. Đó là khoảng 12 phút lái xe đến Katsrin, 20 phút đến Kinneret, nửa giờ từ Hatzor, 45 phút lái xe đến các thành phố thần thánh Tiberias và Tsfat, và khoảng 50 phút từ Carmiel.

## Dân số
Cư dân của khu định cư là thành viên của Bnei Akiva. Khoảng 350 người sống ở đó, bao gồm 75 gia đình và 210 trẻ em tính đến năm 2007. Có một dân số nói tiếng Anh đáng kể trên Moshav là tốt.

### Cộng đồng
Cuộc sống cộng đồng trên moshav rất tích cực, nhấn mạnh vào phong cách sống của Chính thống giáo và Do Thái giáo Do Thái. Một loạt các chuyên gia sống trên Yonatan. Có một bác sĩ nhi khoa, nha sĩ, bác sĩ đa khoa, giảng viên đại học, kiến trúc sư cảnh quan, học giả giáo sĩ, giáo viên, thợ điện, dân công nghệ cao, thợ sửa ống nước và cảnh sát. Đối với trẻ em có các lớp Talmud Torah và phòng tập thể dục. Đối với người lớn: nhiều shiurim được đưa ra bởi cả Rabbi và các thành viên khác trong cộng đồng, và ủy ban văn hóa tổ chức các bữa tiệc, hoạt động ngày lễ và buổi tối của phụ nữ. Có một cửa hàng tạp hóa, một phòng khám sức khỏe, một văn phòng thư ký cung cấp dịch vụ bưu chính, mikva, thư viện và một trạm xăng trên moshav.

## Nền kinh tế
Nền kinh tế dựa trên vườn táo và mận và trồng nho. Yonatan cũng có vườn xoài, lê và passiflora ở Thung lũng Beit Tzida và các loại cây trồng bao gồm bông, ngô, lúa mì và cà chua cho công nghiệp. Cộng đồng có các khu vực đồng cỏ, chuồng gà, nơi bán 600.000 con gà mỗi năm và đàn bò sữa lớn thứ hai ở Israel (tính đến năm 2007), có sữa được chuyển đến Tnuva, một vườn nho cung cấp nho cho nhà máy rượu Golan Heights. Yonatan cũng hợp tác với làng nghỉ mát Kinar trên bờ Biển hồ Galilee.